# Louis Pelletier
Pour les articles homonymes, voir Pelletier.
Louis Pelletier, né le 20 mai 1754 à Saint-Lubin-de-la-Haye (Eure-et-Loir) et mort le 27 août 1843 à Montpellier (Hérault), est un général français de la Révolution et de l’Empire.

## Biographie
Il entre au service au régiment de Lyonnais le 7 janvier 1771, et passe le 15 juin 1776, au régiment de Maine, dédoublement des Lyonnais. Sergent le 25 novembre 1779, sergent-major de grenadiers le 1er février 1786, adjudant-sous-officier le 14 juillet 1791, lieutenant le 26 mai 1792, adjudant-major le 6 juin et capitaine de grenadiers le 6 novembre suivant, Pelletier fait les campagnes de 1792 et 1793 à l'armée d'Italie, et est blessé le 12 juin de cette dernière année à l'affaire du camp de Raous, d'un coup de feu à la joue droite qui lui emporte la pommette. 
Il assiste au siège de Toulon et fait le reste de la campagne à l'armée des Pyrénées orientales. Promu général de brigade le 23 décembre 1793, il est mis en non-activité. Rappelé au service, il passe à l'armée des Alpes le 7 thermidor an III (25 juillet 1795). Le 17 du même mois (4 août 1795), il commande au camp de Terme ; l'ennemi vient de prendre une position qui ôte toute espèce de retraite aux troupes françaises en cas de retraite. Il s'aperçoit du danger et fait avancer contre cette colonne deux pièces de canon soutenues seulement par un corps de 200 hommes, dont il enflamme le courage en l'appelant son intrépide réserve. Cette petite troupe marche à l'ennemi, l'attaque en commençant le combat par la décharge de ses deux pièces d'artillerie, parvient à repousser les 2 000 Piémontais et les contraint à repasser à la hâte la gorge de Lïnferno. Dans cette circonstance, il fait preuve du plus grand talent. Tourné de tous côtés par un ennemi supérieur, il fait face de toutes parts. Bientôt, attaqué dans son camp par les Piémontais, il parvient, malgré la supériorité numérique de l'ennemi, à conserver ce point important. Il passe ensuite à l'armée d'Italie début 1796.
À la bataille de Castiglione, le 16 thermidor an IV (3 août 1796), il commande les 45e et 69e demi-brigades, une partie de la réserve et un escadron du 22e chasseurs, et rend les plus grands services dans cette sanglante journée. En l'an V, il reste au blocus de Mantoue pendant toute sa durée et passe ensuite à la division Joubert, qui se trouve dans le Tyrol. 
De l'an VII à l'an XIII, il sert dans la 8e division militaire, et est fait membre de la Légion d'honneur le 19 frimaire an XII (11 décembre 1803), et commandeur de l'Ordre le 25 prairial (14 juin 1804).
Le 20 octobre 1811, appelé au commandement du département du Gard, il prend plus tard celui du département de l'Hérault. Il obtient sa retraite le 1er octobre 1814.
Il meurt le 27 août 1843, à Montpellier.

## Sources
- « Louis Pelletier », dans Charles Mullié, Biographie des célébrités militaires des armées de terre et de mer de 1789 à 1850, 1852 [détail de l’édition]
- A. Lievyns, Jean Maurice Verdot, Pierre Bégat, Fastes de la Légion-d'honneur, biographie de tous les décorés accompagnée de l'histoire législative et réglementaire de l'ordre, Bureau de l’administration, janvier 1844, 529 p. (lire en ligne), p. 419.